# Spodoptera depravata
Spodoptera depravata là một loài bướm đêm trong họ Noctuidae.